# マッカルモント&バトラー
マッカルモント＆バトラー(McAlmont and Butler)はナイジェリア系イギリス人歌手のデヴィッド・マッカルモント(David McAlmont)と、元スウェードのギタリスト、バーナード・バトラー(Bernard Butler)により結成されたデュオ。マッカルモントは自身が同性愛者という事を公表している。

## 略歴
結成は1994年。既に二人は音楽業界で名の知られた存在だった。バーナード・バトラーはスウェードのギタリストとして活躍していたが、バンドのセカンドアルバム"Dog Man Star"制作中に脱退していた。デヴィッド・マッカルモントは3オクターブの声域を持つシンガーで、シーブス(Thieves)というデュオでデビューした後、アルバム"McAlmont"(1994年)でソロデビューを飾っていた。
マッカルモント＆バトラーは1995年5月ファーストシングル"Yes"を発売し全英シングルチャート8位を記録する。セカンドシングル"You Do"は10月に発売され全英17位。テレビ出演等のプロモーションも行ったが、二人はすぐに仲違いしコンビは解消された。レコーディングセッションをまとめたアルバム"The Sound of McAlmont and Butler"は1996年に発売され、全英アルバムチャート33位に登場した。
その後何年かソロとして活動した二人だったが、バトラーの呼び掛けから和解。2002年、再結成後のファーストシングル"Falling"を発売、全英シングルチャート23位に。そしてセカンドシングル"Bring It Back"、アルバム"Bring It Back"を発売。チャリティ企画War Childのコンピレーションアルバムにはテイク・ザットの"Back for Good"のカバーを提供している。
さらにサードアルバム制作の準備を進めていたが、バトラーはスウェードのシンガー、ブレット・アンダーソンと和解しザ・ティアーズを結成。サードアルバムのセッションから制作された曲"Speed"は、ダウンロード配信と限定盤7インチシングルの形態で2006年8月にラフ・トレードから発売された。

## ディスコグラフィ

### アルバム
- 1995 The Sound of McAlmont and Butler (UK #33)
- 2002 Bring it Back (UK #18)

### シングル
- 1995 Yes (UK #8)
- 1995 You Do (UK #17)
- 2002 Falling (UK #23)
- 2002 Bring it Back (UK #36)
- 2006 Speed (UK #193)